# Atłas

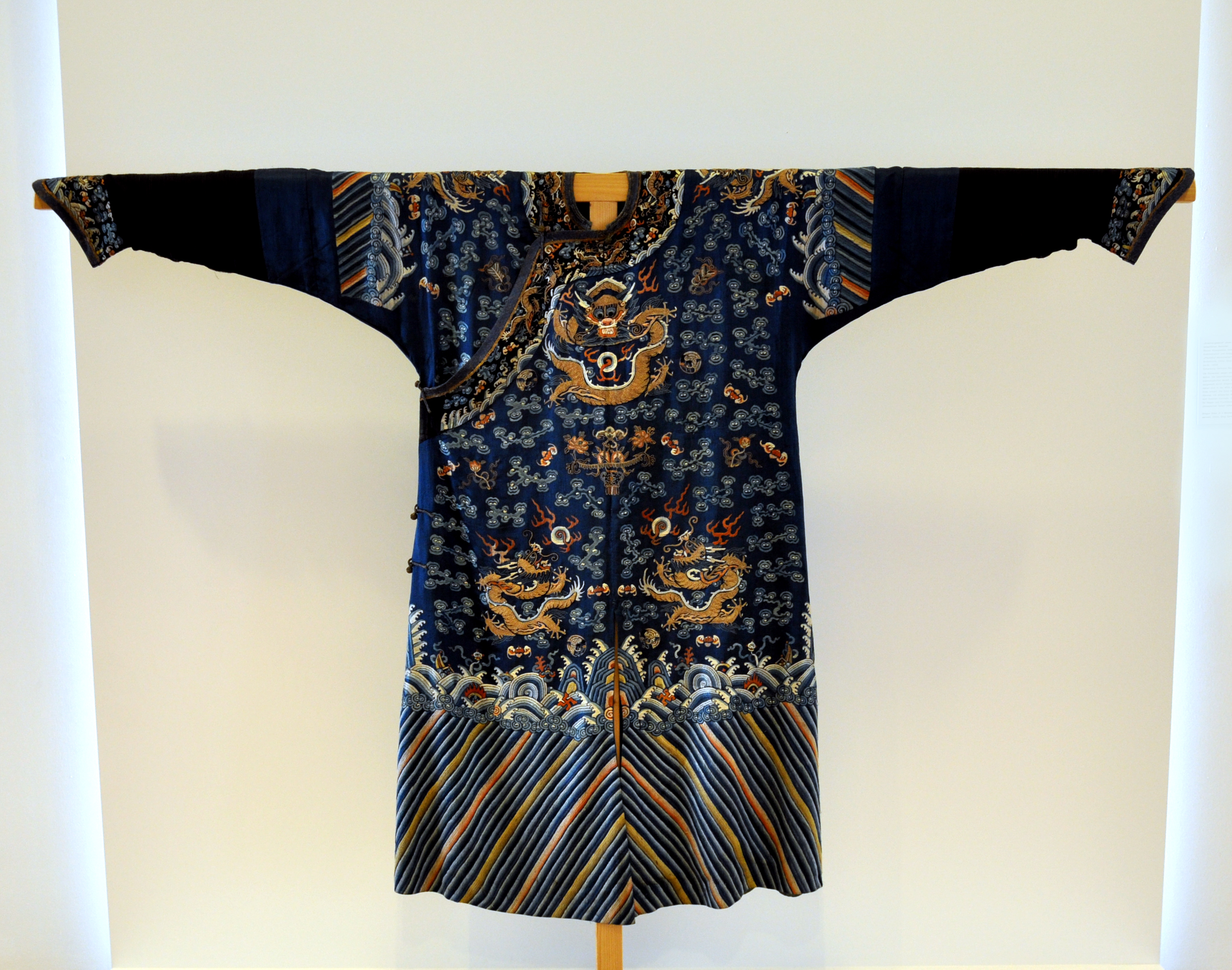
Atłasowa szata mandaryna, XIX wiek

Atłas (arab. atlas "gładki") – gładka tkanina, wytwarzana z różnych surowców, która z jednej strony jest błyszcząca, a z drugiej (lewej) matowa. 
Atłas wykonuje się splotem atłasowym z przędzy bawełnianej lub włókien wiskozowych. Niekiedy wyrabiany był z naturalnego jedwabiu. Może być gładki lub wzorzysty. Stosowany na bieliznę, ubrania, podszewki, suknie oraz jako tkanina obiciowa na meble.

## Historia tkaniny
Początki atłasu sięgają starożytności, od VI w. tkanina ta była używana w Bizancjum, od XII w. zaczęto go wytwarzać w  Europie Zachodniej. W Polsce, zwany też jako hatłas, wzmiankowany był przez Reja i Falibogowskiego. W 1620 jedwabny atłas kosztował 2,5 zł za łokieć. Tkany od XVII w. w Brodach koło Lwowa oraz w Gdańsku.
Jednym z rodzajów atłasu jest satyna.